# Длузский, Владимир
Владимир Длузский (или Длусский; 1895 год, Санкт-Петербург, Российская империя — 1967 год, Западный Берлин, Германия) — протоиерей и священник Католической церкви византийского обряда, участник Русского апостолата, деятель русского зарубежья.

## Биография
Родился в русской дворянской семье. По окончании кадетского корпуса поступил в Санкт-Петербургский государственный университет.
С 1920 года находился в эмиграции. Сначала в Турции, в которой происходила Миссия иезуитов в Константинополе, где Длузский, познакомившись с русским католическим священником Глебом Верховским, проникся симпатией и заинтересовался католичеством.
Затем Длузский переехал в Грецию. Далее жил в Чехословакии, где окончил юридический факультет Карлова университета в Праге. В 1925 году перешёл в католичество, поступил в семинарию бенедиктинцев св. Василия Великого в Лиле (Lille[прояснить]), которую окончил в 1931 году. В 1929 году рукоположён в сан диакона, в сан священника — в 1930 году, впоследствии возведён в сан протоиерея.
С 1931 года возглавил русскую католическую миссию в Берлине, сменив священника Дмитрия Кузьмина-Караваева. Основал «Общество святителя Николая Чудотворца», уделял внимание церковной библиотеке. Установив тесные контакты с настоятелем Русского католического прихода в Вене Павлом Гречишкиным, стал соиздателем и соредактором журнала «Наш приход». Во время прихода к власти национал-социалистов в Германии патриотизм русского настоятеля Длузского вызвал опасения, и в 1943 году священник был арестован Гестапо. После Второй мировой войны продолжил служение в Западном Берлине, среди его прихожан оставалось несколько вдов немецких граждан, вышедших замуж ещё в 1914—1918 гг. О пастырской работе протоиерей написал в 1957 году:

«Наши верующие — все галичане, оставшиеся без пастыря, и лишь совсем небольшое число русских поляков, не относящихся отрицательно к византийскому обряду».
Работавший в послевоенное время в Западной Германии отец Матвей Диц приезжал на помощь уже престарелому отцу Длузскому. С 1959 года Длузский жил при госпитале Св. Иосифа в Западном Берлине. Умер в 1967 году.

## Труды
- Длузский Владимир, священник. Памяти Е. Ф. Шесточенко // Россия и Вселенская Церковь, 1955, № 2 (26). С. 18.
- Его же. Словесная и умная молитва // Наш приход (бюллетень). 1938, № 4. с. 1 — 5.; 1939, № 1. С. 1 — 4.
- Его же. Письмо из Берлина: Хроника // Наш приход (бюллетень). Вена-Берлин. 1938, № 1. С. 1.; № 2. С. 1 — 4.
- Его же. Работа по ознакомлению западных католиков с восточным обрядом // Россия и Вселенская Церковь. 1957, № 5 (37). С. 2